# Brian P. Flannery
Brian Paul Flannery (* 1948 in Utica, New York) ist ein US-amerikanischer Physiker.
Flannery studierte Astrophysik an der Princeton University mit dem Bachelor-Abschluss 1970 und wurde 1974 an der University of California, Santa Cruz in Astrophysik promoviert. Als Post-Doktorand war er 1974 bis 1976 am Institute for Advanced Study. 1976 wurde er Assistant Professor und 1980 Associate Professor an der Harvard University. Ab 1980 war er bei Exxon Research. Dort leitete er die Gruppen Transportprozesse und Angewandte Mathematik, leitete 1990 bis 1993 die Sektion Globaler Klimawandel und war 1998 bis 2011 Manager von Exxon Mobile zunächst in der Abteilung Sicherheit, Gesundheit und Umwelt und ab 2009 in der Abteilung Umweltpolitik und Planung.
1978 war er Gastwissenschaftler an der Universität Cambridge und 1980 bis 1985 nochmals am Institute for Advanced Study.
Als Astrophysiker befasste er sich mit engen Doppelsternsystemen. In den Materialwissenschaften entwickelte er ein System für dreidimensionale Röntgen-Mikro-Tomographie mit Synchrotronstrahlung. Er ist Ko-Autor des Standardwerks Numerical Recipes. Schwerpunkt seiner Forschung war Globaler Klimawandel und Erstellung numerischer Modelle für die Energiebilanz einschließlich Paläoklimatologie und Klimawandel aufgrund veränderlicher Konzentration von Treibhausgasen. Er entwickelte Projekte zum Klimawandel am MIT und an der Stanford University.
Von 1988 bis 2007 war er für die Industrie (ExxonMobil) Beobachter im IPCC und 1998 bis 2004 Hauptautor in der Arbeitsgruppe (WG) 3 (Accessment Report 3,4). Sein Wirken gilt als Paradebeispiel für die über Jahrzehnte fortgeführte Versuche des Ölkonzerns ExxonMobil, die Erkenntnisse der Klimaforschung zu verschleiern.